# Cantiga de ninar

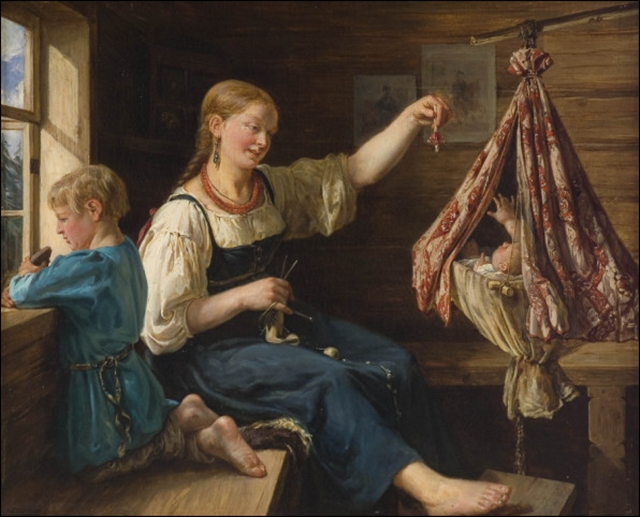
Cantiga de ninar por François Nicholas Riss.

Cantigas de ninar, intituladas de cantigas de embalar em Portugal, são canções infantis, de cariz popular, que as pessoas entoam para fazer os bebês ou crianças adormecerem tranquilamente.

## Caracterização
Nina-nana é o tom ritmado da voz de quem embala a criança e é também o nome que se dá à "cantiga de acalentar". Leite de Vasconcelos distingue três tipos de cantigas: as de berço (ou embalar), as de acalentar e as complexas que servem tanto para embalar como para acalentar.
Normalmente os temas das cantigas de embalar abordam temas religiosos como anjos, pais ausentes, entidades míticas do sono e entidades assustadoras de crianças (bicho-papão e a cuca mencionada da obra de Monteiro Lobato).
O Novo Dicionário da Língua Portuguesa de Aurélio Buarque de Holanda Ferreira registra o vocábulo cuca significando bicho-papão, papa-gente, tutu, bitu, boitatá, papa-figo. A cuca (chamada "côca" em algumas regiões do Brasil) é um bicho imaginário frequentemente usado para fazer medo às crianças que não querem dormir.
No Brasil, dentre as mais conhecidas canções de ninar estão o Dorme nenem (folclore do Nordeste do Brasil, recolhido por Luís da Câmara Cascudo) e o Boi da cara preta (outro folclore).

O álbum Boa noite, Vitinho! inclui algumas das mais famosas cantigas de embalar de Portugal

Em Portugal, as bandas sonoras com cantigas de embalar da série televisiva Boa noite, Vitinho! (na RTP) marcaram toda uma geração de crianças e jovens. Entre os autores, letristas e compositores mais conhecidos neste tipo de registo musical estão José Barata-Moura (com João Pestana) e Renato Carrasquinho (com O Barquinho Encantado).